# Bos van Écault

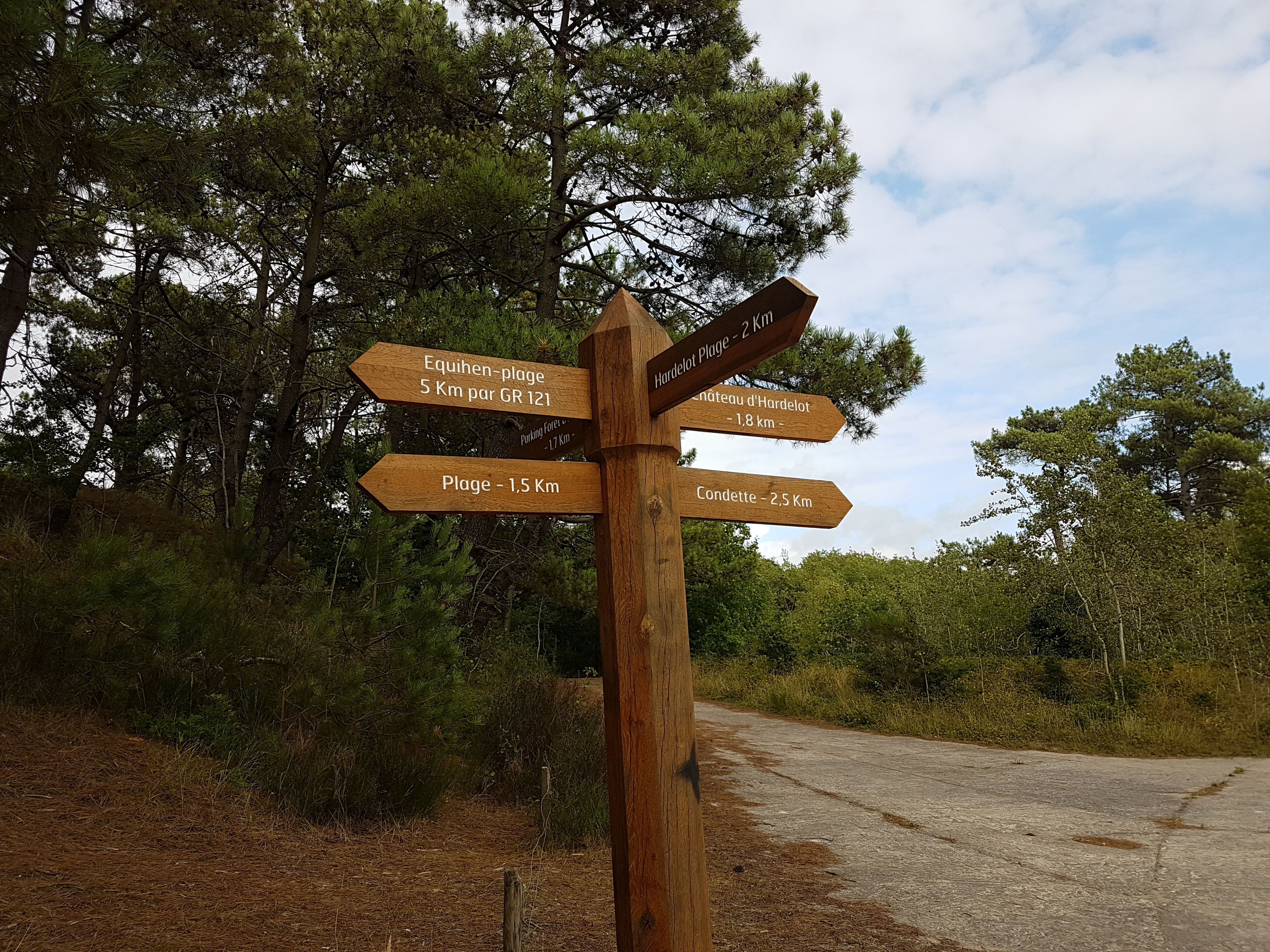
Wandelwegwijzer

Het Bos van Écault (Frans: Forêt d'Écault) is een bos en natuurgebied in de tot het departement Pas-de-Calais behorende gemeenten Saint-Étienne-au-Mont en Condette.
Het gebied is 315 ha groot en omvat bos en duinen, en er lopen diverse wandelroutes doorheen. In de directe omgeving ligt het Kasteel van Hardelot. Dwars door het gebied loopt de Chemin des Juifs, aangelegd door Joodse dwangarbeiders tijdens de Tweede Wereldoorlog.
Het bos sluit aan bij de Dunes d'Écault, het duingebied. De hoogte bedraagt 10-95 meter. Ook grenst het aan het Réserve naturelle régionale du marais de Condette. Het is een gemengd bos. De bodem bestaat vooral uit zand.